# Karl Engelbrecht Hirn
Karl Engelbrecht Hirn (Jyväskylä, 21 de mayo de 1872 - ibíd. 1 de abril de 1907) fue un botánico, profesor, y taxónomo finés. Se especializó en algas de agua dulce, y fue profesor de estudios secundarios.
En 1901, obtuvo su doctorado.

## Algunas publicaciones

### Libros
- 1900. «Monographie und iconographie der Oedogoniaceen» 694 p. ISBN 1279245522 ISBN 978-1279245521

- 1906. «Studien über die Oedogoniaceen I». Ed. Druckerei der Finnischen Litteratur-Gesellschaft, 69 p.

- 1896. Algologische Notizen, ed. Simelii, 8 p.

- La abreviatura «Hirn» se emplea para indicar a Karl Engelbrecht Hirn como autoridad en la descripción y clasificación científica de los vegetales.[2]